# Pancuran Pinang
Pancuran Pinang is een bestuurslaag in het regentschap Sibolga van de provincie Noord-Sumatra, Indonesië. Pancuran Pinang telt 4724 inwoners (volkstelling 2010).